# Abseite (Bauwesen)

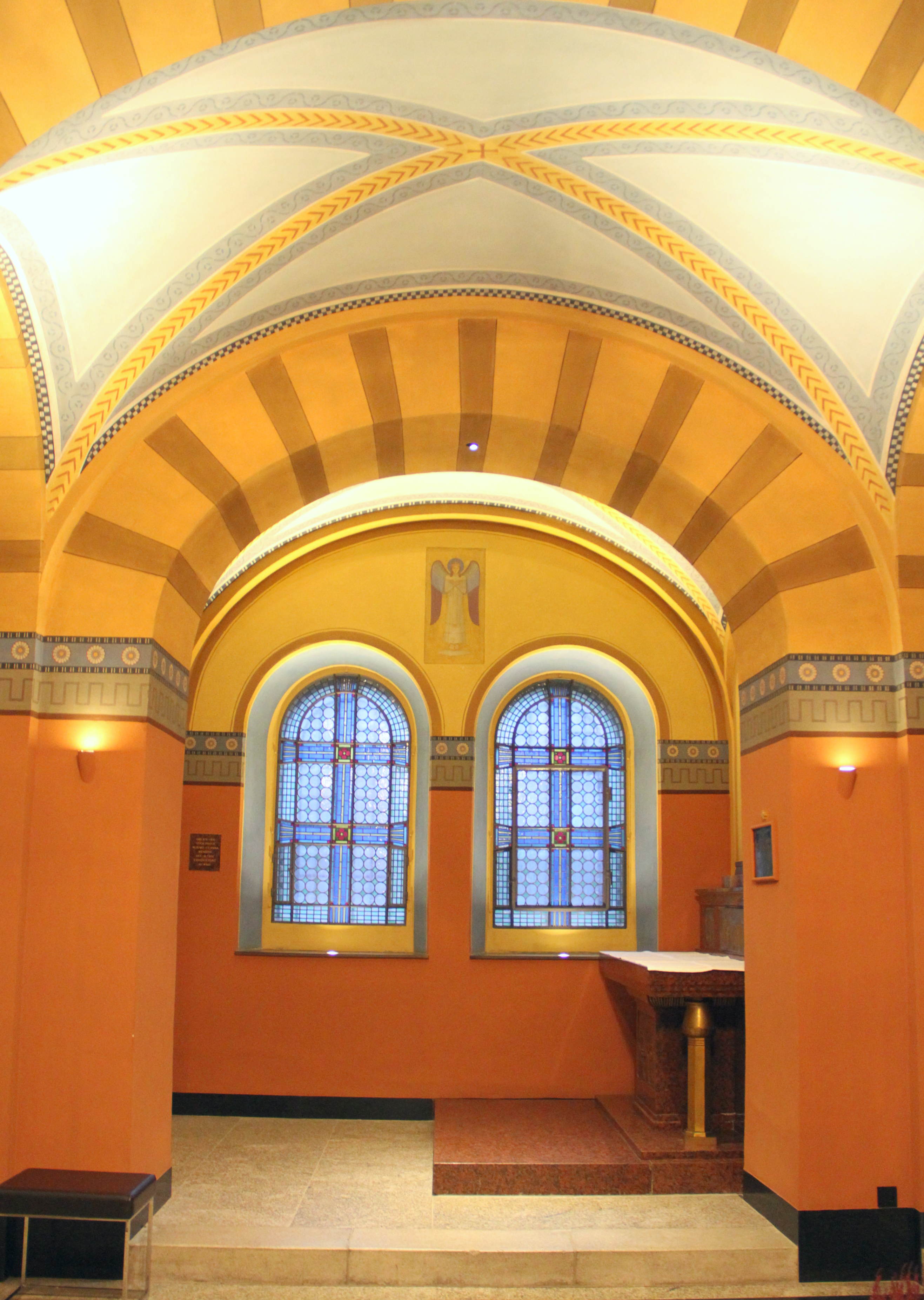
Abseite eines Kirchenraums

Der Begriff Abseite wird im Bauwesen für mehrere verschiedene Arten von Nebenräumen verwendet: 1) als ältere Bezeichnung für Seitenschiff; 2) im Hausbau bei mehrschiffigen Innengerüstbauten mit niedrigeren Außenwänden als Kübbung; 3) als Nebengebäude oder Nebenflügel eines Hauptbaus. Außerdem versteht man unter Abseite im ausgebauten Dach den außen am Dachfuß abgeteilten Teil des Dachbodens.

## Abseite als Seitenschiff und Seitengang
Bei mehrschiffigen Anlagen, vor allem Kirchen, heißen die seitlichen meist paarweise angeordneten und oft niedrigeren Räume Seitenschiffe oder Abseiten.
Schon für Johann Georg Sulzer galt 1771 in dessen Allgemeiner Theorie der Schönen Künste der Begriff Abseite vor allem für Seitenschiffe einer Kirche, wenn diese so schmal seien, dass man sie „als Gänge ansehen kan“.
In wohl diesem Zusammenhang bemerkte Oskar Mothes in seinem Illustrirten Bau-Lexikon von 1881, dass der Begriff Abseite auch allgemein als „Seitengang neben einem Hauptraum“ zu verstehen sei.

## Abseite als Kübbung
In der historischen Hausforschung werden beim niederdeutschen Hallenhaus, vor allem beim Zweiständerhaus, die seitlichen Raumerweiterungen allgemein als Abseite (plattdeutsch: Afsiet) oder spezieller als Kübbung, Niederlass oder Zuspang bezeichnet.

## Abseite als Nebengebäude und Anbau
Oskar Mothes kannte in seinem Illustrirten Bau-Lexikon von 1881 den Begriff Abseite u. a. als Flügel an einem Hauptbau, insbesondere einer Kirche. Johann Christoph Adelung berichtete 1771, dass Abseite „in Meißen, selbst auf dem Lande, bedeutet es alles, was hinter einem Wohnhause angebauet ist.“

## Abseite im ausgebauten Dach

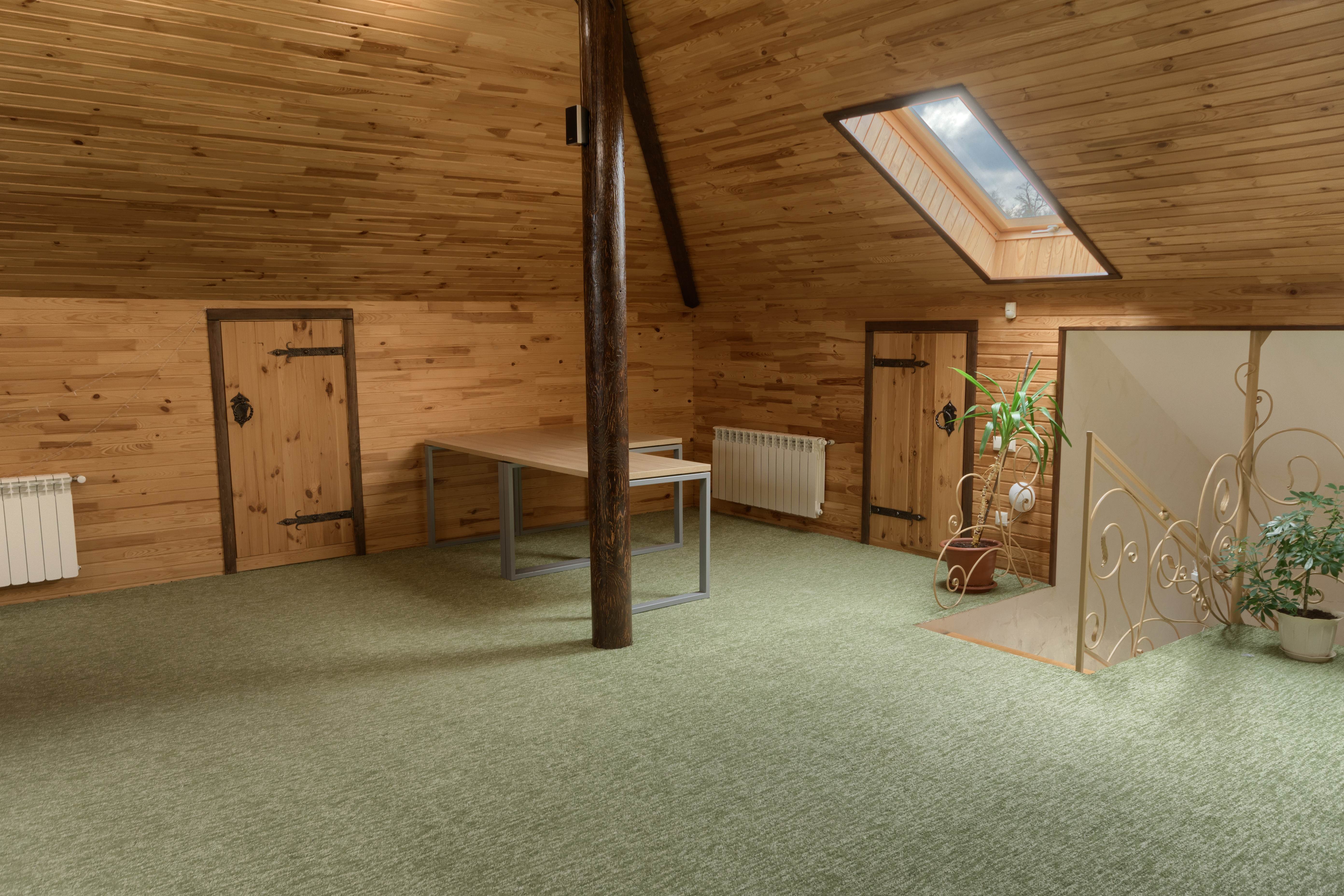
Ausgebautes Dach mit Abseitenwänden. Die beiden Türchen führen in die Abseite

In neuerer Zeit wird als Abseite (vereinzelt auch Blindboden) auch derjenige Teil des ausgebauten Daches bezeichnet, der als Dachgeschoss für eine Nutzung zu niedrig und mittels einer Wand (Abseitenwand) abgeteilt ist.

### Nutzung
Die Abseite wird oft als Abstellraum genutzt. Bei Häusern mit niedrigem Kniestock ist die Abseitenwand etwa 90 cm hoch. Ab etwa 100 cm Kniestockhöhe verzichtet man meistens auf die Abseitenwand, da die nutzbare Innenseite des Kniestocks dann bereits 80 cm beträgt.

### Bauphysikalische Probleme
Die Abseite eines ausgebauten Daches ist oft nicht beheizt, was bauphysikalische Probleme entstehen lassen kann. Wird der Raum der Abseite zugänglich gemacht, dann muss Vorsorge getroffen werden, dass die Dampfbremse von Innen nach Außen gewahrt bleibt und dass Wärmebrücken vermieden werden.
Die Dämmung ermöglicht einen Luftstrom entlang beheizter Teile des Gebäudes und damit einen vermeidbaren Wärmeabtransport. Zudem bilden solche Strömungen auch die Gelegenheit, unerwünschte Feuchtigkeit in die Konstruktion einzutragen. Empirische Forschungen konnten auch in vielen Fällen Spuren von Schimmelbefall nachweisen. Des Weiteren beobachten Sachverständige aber auch unzulässigen Bauschutt in den Abseitebereichen, der auf Mängel während der Bauphase hindeutet.